# Terza guerra siriaca
La terza guerra siriaca, anche nota come guerra laodicea (in greco antico: Λαοδίκεως πόλεμος?, Laodíkeos pólemos), fu un conflitto tra l'Egitto tolemaico e l'Impero seleucide che fu combattuto tra il 246 e il 241 a.C. A capo dell'esercito tolemaico vi era il faraone Tolomeo III Evergete, a capo dell'esercito seleucide il diciannovenne re Seleuco II Callinico, anche se in realtà a dirigere la politica seleucide era sua madre Laodice I.
Gli eventi della terza guerra siriaca furono inclusi successivamente nel Libro di Daniele, scritto diversi anni dopo i fatti, ma narrati come se si trattasse di una profezia. La guerra è collegata anche alla leggenda della Chioma di Berenice, in quanto la regina Berenice II, moglie di Tolomeo III, dedicò propria chioma, poi trasformatasi nella costellazione, per propiziare il ritorno del marito dalla guerra.

## Antefatto
Al termine della seconda guerra siriaca, il sovrano seleucide Antioco II aveva accettato di sposare la figlia del suo avversario Tolomeo II, Berenice; a tale scopo, Antioco divorziò dalla precedente moglie, Laodice I, e trasferì i diritti dinastici al figlio di Berenice, Antioco.
Nel gennaio 246 a.C. morì Tolomeo II, seguito a luglio da Antioco. A contendersi il trono seleucide furono da una parte Laodice e suo figlio Seleuco (II) Callinico, che si trovavano ad Efeso, dall'altra Berenice e suo figlio Antioco, di cinque anni, che vivevano ad Antiochia: furono messe in giro voci, di fonte seleucide, secondo le quali prima di morire Antioco II avrebbe nominato Seleuco Callinico proprio erede, mentre altre voci, di origine tolemaica, sostenevano che fosse stata Laodice ad avvelenare Antioco II e a proclamare Seleuco erede al trono. Berenice dichiarò il proprio figlio sovrano legittimo, si rinchiuse ad Antiochia e inviò una richiesta d'aiuto al proprio fratello, Tolomeo III Evergete, successore del padre. Verso la fine dell'estate, il giovane Antioco fu ucciso da sostenitori di Laodice, e ciò spinse Tolomeo III a dichiarare guerra ai Seleucidi.

## Svolgimento
Nel settembre di quell'anno, Tolomeo si recò via mare fino a Seleucia di Pieria, il porto di Antiochia; conquistò facilmente sia la città portuale che Antiochia, senza però poter salvare la vita alla sorella, caduta vittima della popolazione. A dicembre di quell'anno, Tolomeo si recò a Babilonia, dove rimase almeno fino al febbraio 245 a.C. Il matrimonio di una sorella di Seleuco con Mitridate II del Ponto e il dono della Frigia permisero a Seleuco di ottenere il sostegno del Regno del Ponto; nel frattempo gli aristocratici delle porzioni orientali del regno seleucide si sottomisero a Tolomeo.
Nell'estate del 245, Seleuco passò in armi il Tauro, mentre giunsero notizie di una rivolta scoppiata in Egitto; nello stesso periodo Antigono II Gonata sconfisse la flotta tolemaica nella battaglia di Andro, conquistando le Cicladi. Tolomeo saccheggiò allora la Siria, raccogliendo 40000 talenti d'argento, e tornò in Egitto, portando con sé anche le immagini degli dei egiziani che il sovrano persiano Cambise II aveva portato a Babilonia. Seleuco recuperò il controllo sulla Siria liberata da Tolomeo.
Gli eventi che intercorrono tra il 245 e la fine della guerra nel 241 a.C. sono oscuri. Nel 243 a.C. le forze della Lega achea, al comando di Arato di Sicione e col sostegno di Tolomeo, conquistarono Corinto. In quello stesso anno, i Seleucidi furono indeboliti dalla rivolta di Andragora in Partia. Tra il 243 e il 242 un tentativo di Seleuco di attaccare l'Egitto fu fermato da una sconfitta. Prima della fine della guerra, Seleuco dovette offrire al giovane fratello Antioco Ierace il governo dell'Asia Minore in cambio del sostegno in guerra.

## Conseguenze
Si sa che alla fine della guerra, Seleuco riottenne il governo della Siria, ma che i Tolomei ebbero guadagni territoriali in Cilicia, Panfilia e Ionia, oltre alla costa siriana (inclusa Seleucia di Pieria); per tale motivo è verosimile che la flotta tolemaica sia stata in grado di aprire un fronte nell'Asia minore occidentale e meridionale e che abbia esercitato la sua influenza sulle coste siriane. I Seleucidi riuscirono a mantenere il potere su gran parte del loro territorio, ma lo sforzo richiesto fu tale da lasciare Seleuco impotente di fronte alla secessione dei Parti e del Regno greco-battriano in Oriente e fortemente indebolito dalla rivolta di suo fratello Antioco Ierace, rivolta che portò alla guerra dei fratelli.